# Fanny Cadeo
Fanny Cadeo, född Stefania Cadeo 11 september 1970 i Lavagna, är en italiensk scenskådespelare, filmskådespelare, fotomodell och sångare.